# カルガクス

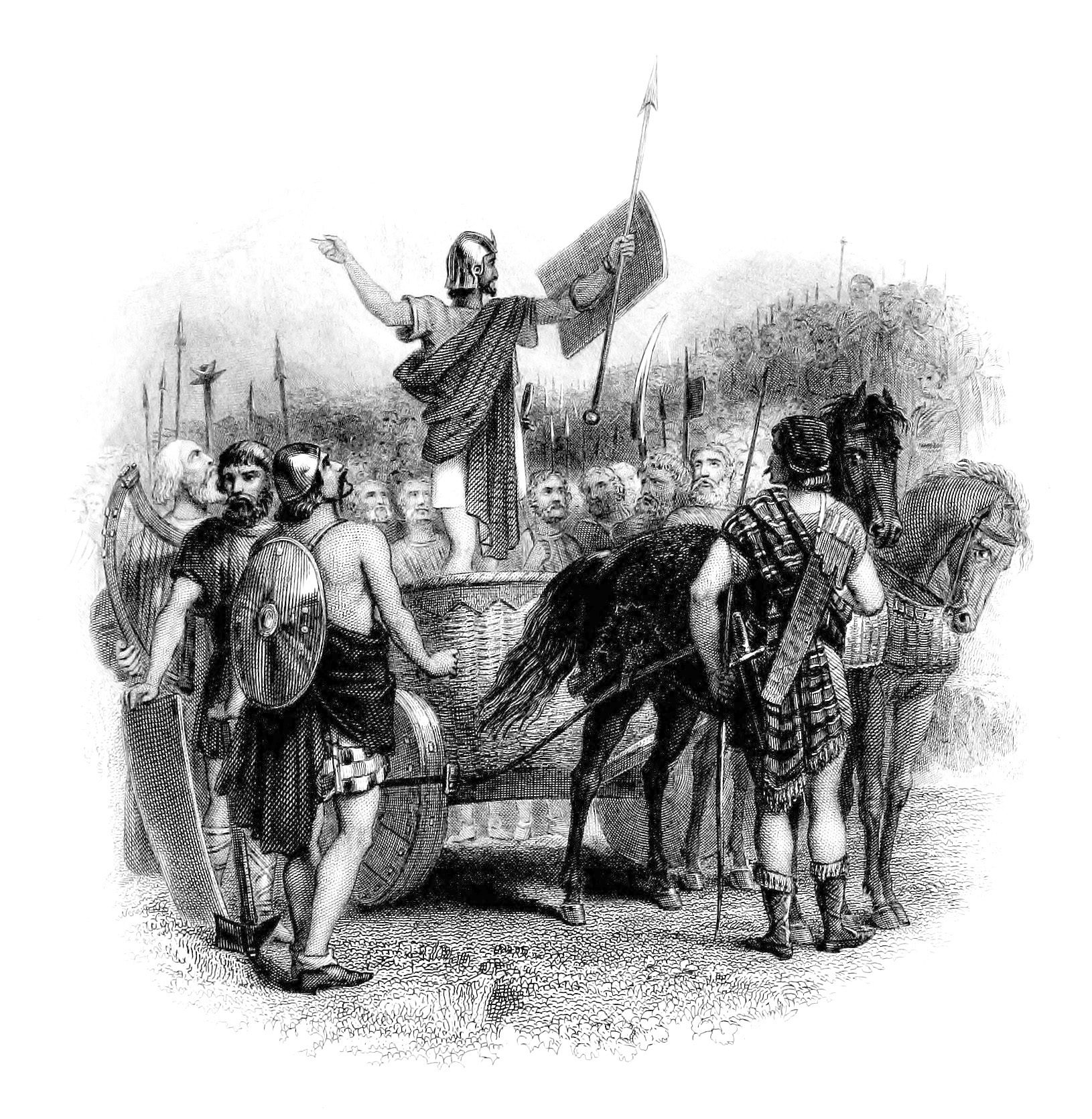
ジェイムズ・テイラー著『スコットランド図説史』（The Pictorial History of Scotland）より、グラウピウス山の戦いを前に演説を行うカルガクス。（1859年）

カルガクス（Calgacus）（時にカルガコス（Calgacos）あるいはガルガクス（Galgacus）、生没年不詳）は、歴史家タキトゥスによるとカレドニア連合の族長で、紀元83年あるいは84年の「グラウピウス山の戦い」において、グナエウス・ユリウス・アグリコラが率いるローマ軍とスコットランド北部で交戦した。
彼の名前はケルト語の「*calg-ac-os」（剣を帯びる者）と解釈でき、ゲール語の「calgach」（「喧嘩早い」あるいは「獰猛な」の意味）と外観的に符合するものである。名前か、あるいは授与された称号であるのかは明らかでない。

## 経歴

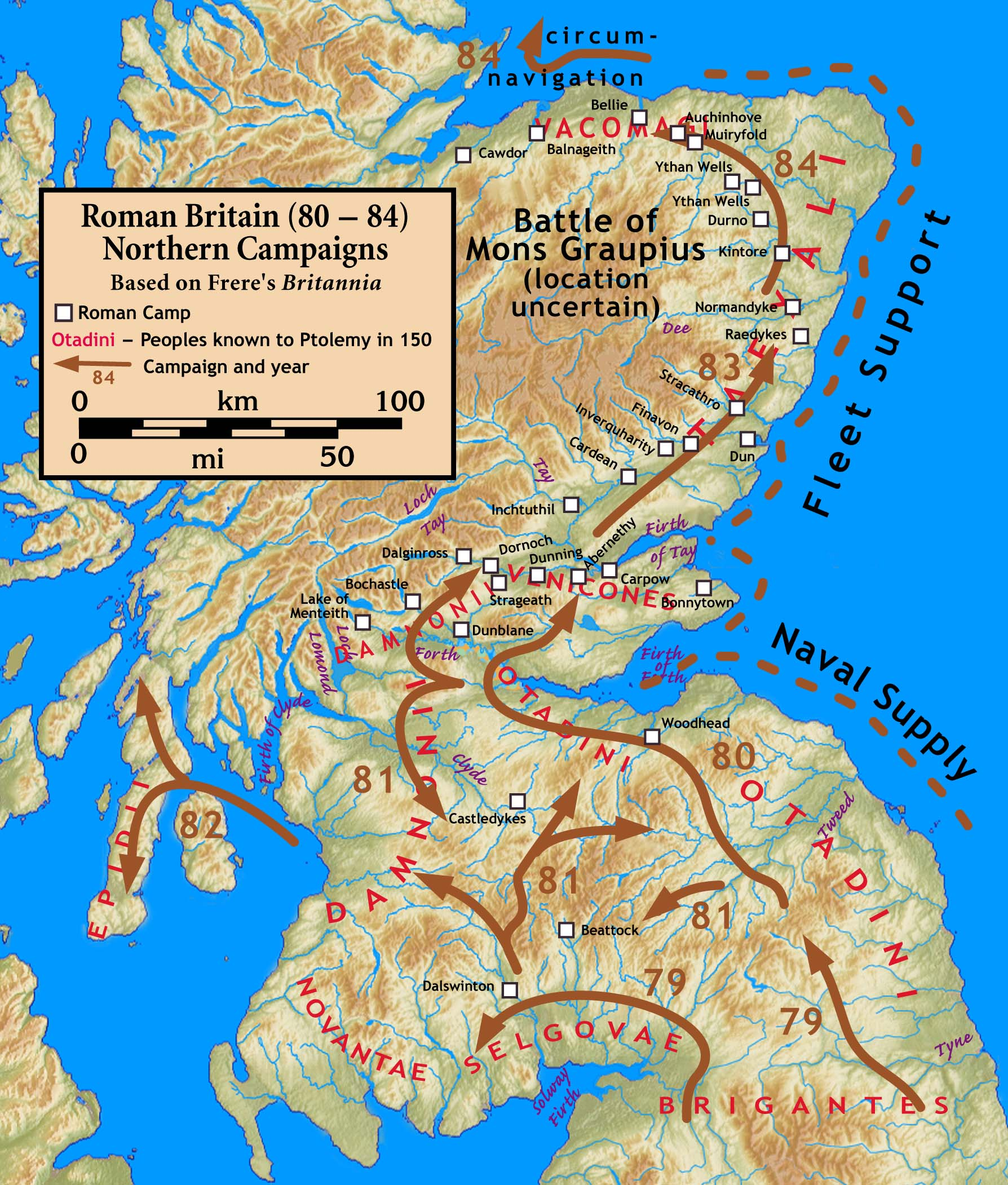
ローマによるブリタンニア北部遠征（紀元80年から84年）の経路。

歴史に記録された最初のカレドニア人（ピクト人）である。彼を大きく取り上げる唯一の歴史資料がタキトゥスの『アグリコラ』で、「族長格の中にあって、生まれと武勇において最も秀でた者」と描写している。タキトゥスはカルガクスのものとする演説を記述して、カルガクスがグランピアン山地の戦いに先立ってそれを行ったと述べる。演説はローマ人によるブリタンニアの搾取を語り、配下の軍勢を戦いに向けて奮起させるものである。
以下の抜粋は歴史家タキトゥスが『アグリコラ』においてカルガクスに帰した演説から採られているが、カルガクスがこの戦いでタキトゥスの岳父（グナエウス・ユリウス・アグリコラ）を相手としていた点で読み手は偏向を想定するであろうと、大半の歴史家は注記している。
カルガクスは戦闘中、あるいはその後には言及されておらず、カレドニア人を敗走させた後にアグリコラが同道した人質の一人として名を挙げられてもいない。カルガクスとその演説の双方が、タキトゥスの創作による虚構でもありうる。
彼の演説はしばしば、「彼らは荒れ地を造り、それを平和と呼ぶ」と引用されている。

## 注記